# José Manuel Núñez Martín
José Manuel Núñez Martín (La Puebla del Río, Sevilla, España, 16 de septiembre de 1997), conocido como Chema Núñez, es un futbolista español. Juega de centrocampista y su actual equipo es el Antequera CF, de la Primera División RFEF, tercera categoría del fútbol español.

## Trayectoria
Comenzó su carrera deportiva a muy temprana edad en el club de su pueblo, el Puebla CF. Poco duró allí cuando al proclamarse campeón en la categoría de alevín, llamó la atención de clubes importantes, fichando por el Sevilla FC.
A los 2 años recaería en el Coria CF y poco después se convertiría en jugador del Real Betis Balompié a la edad de 14 años. 
Volvió al Puebla CF tras dos años en el club verdiblanco. Continuaría su andadura futbolística en el Coria CF (nuevamente) y en la categoría de juvenil llegó a las filas de la UD Almería. 
Tras un año en juveniles, en el año 2016 subió al Almería B, donde compaginó el filial con algunas convocatorias con el primer equipo.
Después de dos años en el filial, en 2018 consiguió que el primer equipo le hiciera una ficha y se convirtiera en jugador del primer equipo.
El 23 de enero de 2020, el Albacete Balompié anunció su incorporación como cedido hasta final de temporada. Chema disputó un total de 12 partidos y al finalizar la temporada regresó a la UD Almería. 
El 17 de septiembre de 2020, tras poner fin a su etapa en la UD Almería, firma en propiedad por dos temporadas con el Albacete Balompié, de la Segunda División de España.
El 1 de febrero de 2021, firma por el Betis Deportivo Balompié de la Segunda División B de España, cedido por el Albacete Balompié hasta el final de la temporada.

## Clubes
| Club                              | País   | Año           | Partidos | Goles |
| --------------------------------- | ------ | ------------- | -------- | ----- |
| Almería B                         | España | 2016 - 2018   | 4        | 1     |
| UD Almería                        | España | 2018 - 2019   | 42       | 2     |
| Albacete Balompié                 | España | 2019 - 2021   | 25       | 0     |
| Betis Deportivo Balompié (cedido) | España | 2021          | 10       | 1     |
| Real Unión                        | España | 2021-2023     | 46       | 3     |
| Antequera CF                      | España | 2023-presente | 55       | 3     |